# Michał Kuryłowicz

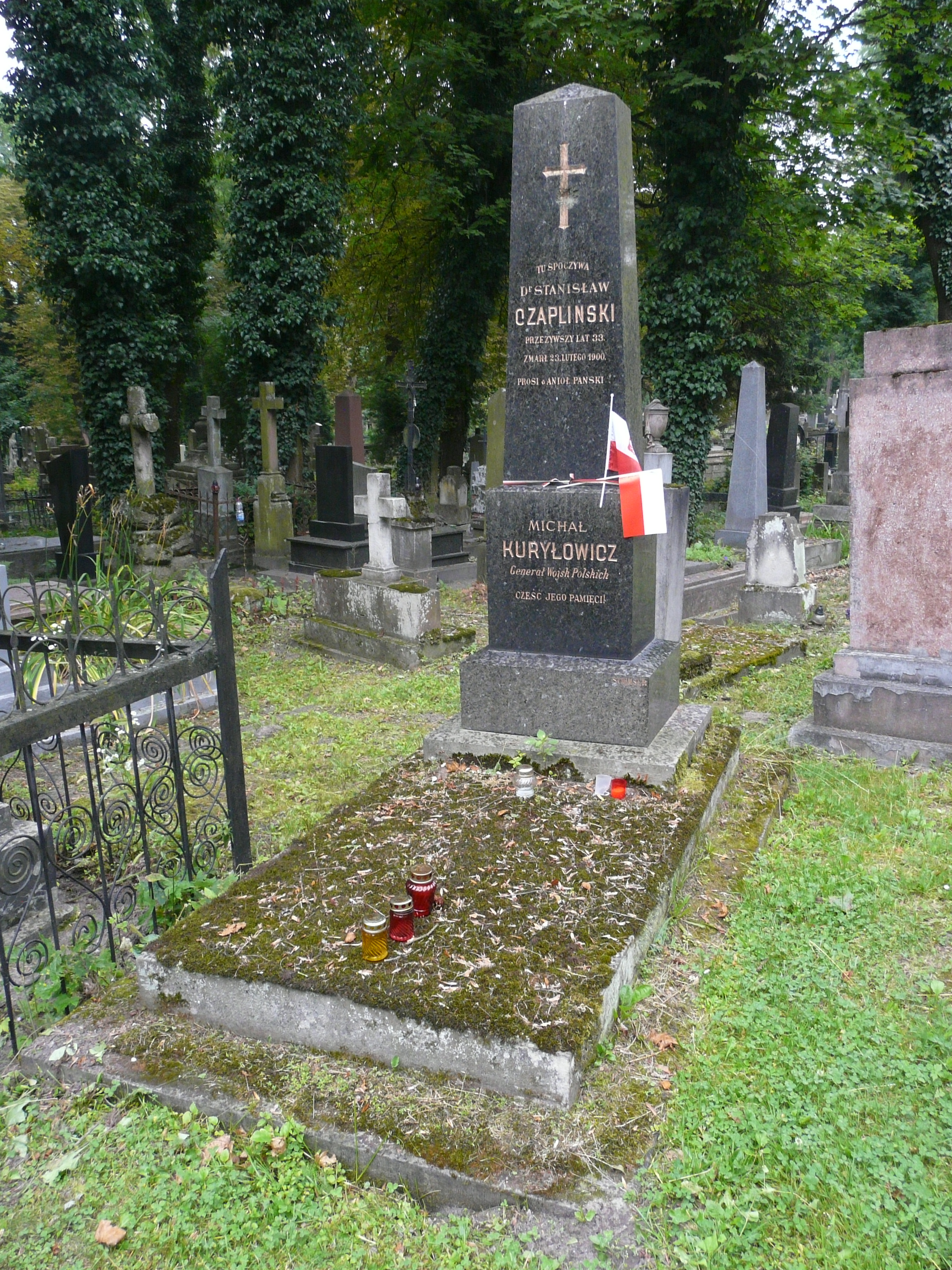
Grób Kuryłowicza na Cmentarzu Łyczakowskim

Michał Kuryłowicz (ur. 26 września 1858 w Nałużu, zm. 6 lutego 1919 we Lwowie) – polski prawnik i wojskowy pochodzenia ukraińskiego, generał audytor armii Austro-Węgier.

## Życiorys
Urodził się we wsi Nałuże, w rodzinie duchownego greckokatolickiego. Ukończył w c. k. Gimnazjum w Brzeżanach oraz prawo na Uniwersytecie Lwowskim zdając egzaminy państwowe w 1882. 3 kwietnia 1878 wstąpił jako jednoroczny ochotnik do Galicyjskiego Pułku Piechoty Nr 55 w Brzeżanach. W listopadzie 1879 awansował na stopień porucznika rezerwy. Po zakończeniu studiów i zdaniu egzaminów rozpoczął praktykę w Wojskowym Sadzie Wyższym w Wiedniu. W maju 1885 rozpoczął pracę jako sędzia w Sądzie Garnizonowym w Aradzie. W 1887 jako kapitan audytor przeszedł do Lwowa do tamtejszego sadu garnizonowego. W 1888 przeniesiony został do Galicyjskiego Pułku Piechoty Nr 30 we Lwowie na stanowisko audytora pozostając tam kolejne 4 lata. W latach 1892–1894 kierował sądem garnizonowym w Tarnowie. 3 marca 1895 przeniesiony zostaje do c. k. Obrony Krajowej, wcielony do 20 Pułku Piechoty Obrony Krajowej w Stanisławowie i przydzielony do Komendy Obrony Krajowej w Krakowie na stanowisko referenta prawnego (niem. Justitz-Referent). W 1896 awansuje na majora. W 1899 został przeniesiony na takie samo stanowisko w Komendzie Obrony Krajowej w Przemyślu. W 1901 został podpułkownikiem audytorem. W 1908 przeniesiono go do Lwowa już jako pułkownika. 26 października 1910 przeniesiony został do Wiednia na stanowisko referenta do spraw wymiaru sprawiedliwości przy Inspektoracie Żandarmerii. 30 października 1912 awansował na stopień generała audytora. W czerwcu 1914 mianowano go naczelnym obrońca wojskowym, a 12 września 1915 prezydentem senatu Najwyższego Sądu Wojskowego. 1 sierpnia 1916 przeszedł w stan spoczynku.
Powrócił do Lwowa, gdzie włączył się w organizowanie wojsk polskich. 2 grudnia 1918 mianowano go szefem biura szkód wojennych w kwatermistrzostwie Dowództwa „Wschód”. Zmarł nagle 6 lutego 1919 we Lwowie, pochowany został na Cmentarzu Łyczakowskim. 6 października 1919 został pośmiertnie przyjęty do Wojska Polskiego.

## Ordery i odznaczenia
W czasie służby w Siłach Zbrojnych Monarchii Austro-Węgierskiej otrzymał:
- Order Korony Żelaznej 3. klasy,
- Krzyż Rycerski Orderu Franciszka Józefa,
- Złoty Medal Jubileuszowy Pamiątkowy dla Sił Zbrojnych i Żandarmerii,
- Krzyż Jubileuszowy Wojskowy[3].